# Мальтийский референдум по весенней охоте (2015)
Референдум на Мальте по весенней охоте прошёл 11 апреля 2015 года и относился к попытке экологических организаций запретить на Мальте весеннюю охоту. Небольшим большинством избиратели проголосовали за сохранение весенней охоты на горлицу и перепёлку. Явка составила 74,8 %.
Таким образом, несмотря на запрещение весенней охоты в Европейском союзе, Мальта осталась единственной страной ЕС, разрешающей весенний отстрел птиц с рекреационными целями.

## Контекст референдума

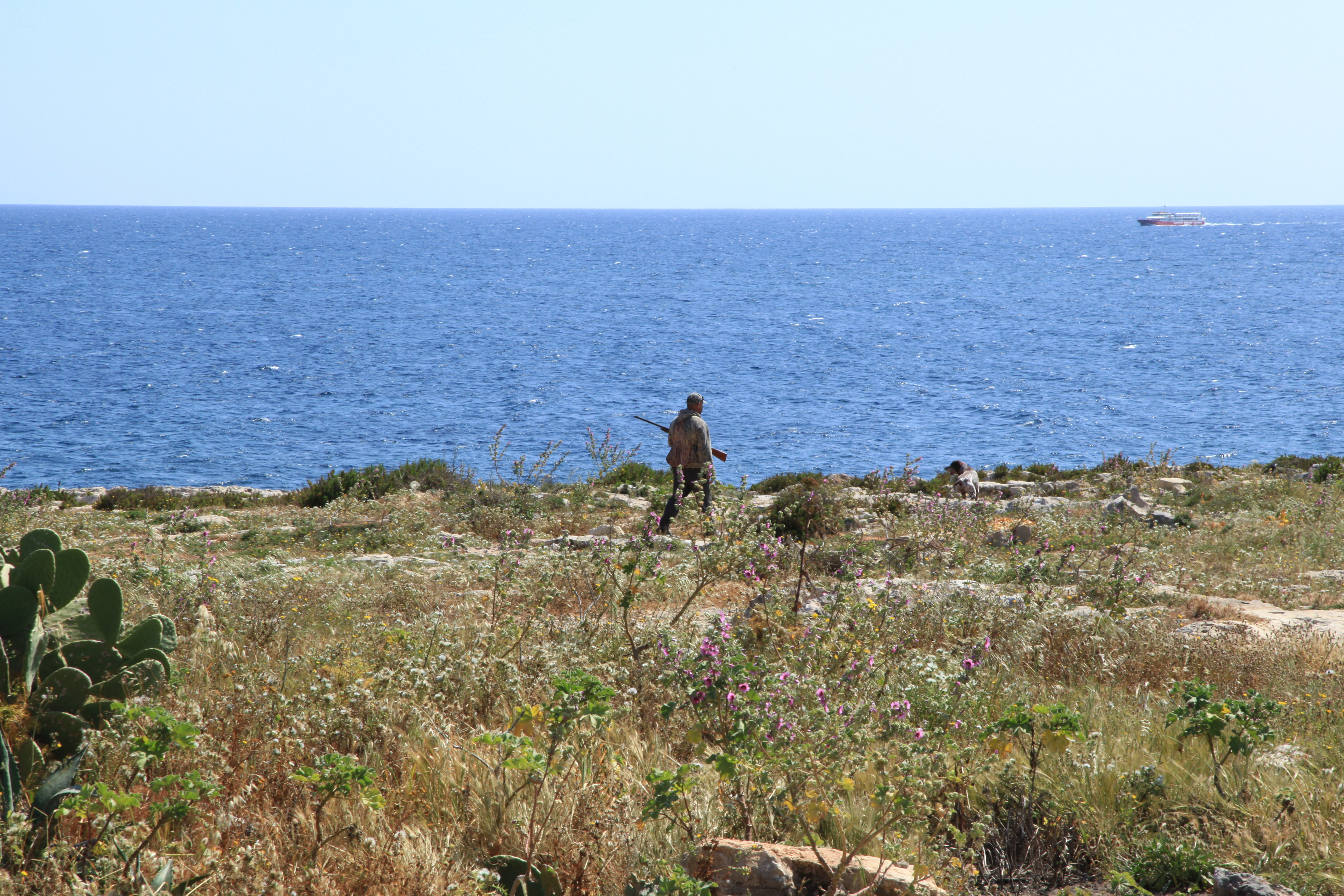
Охотник на Мальте (весна 2014 года)

В августе 2014 года была обнародована петиция за запрещение весенней охоты под эгидой «Коалиции за запрещение весенней охоты», в которую входили экологическая организация BirdLife Malta, Коалиция прав животных, зелёная партия «Демократическая альтернатива», мальтийская культурулогическая организация Din l-Art Ħelwa, Flimkien għal Ambjent Aħjar, движение «Друзья Земли», Фонд Gaia, Зелёный дом, Международное спасение животных (подразделение Мальты), Мальтийское движение органического сельского хозяйства, движение Graffiti, Nature Trust, мальтийское подразделение Ramblers Association и Юность за охрану окружающей среды. Около 45 тысяч человек подписали петицию, что определило проведение референдума.
Организация BirdLife Malta заявляла, что количество горлиц снизилось на 77 % с 1980 по 2015 год. Однако исследование Европейской комиссии в 2007 году показало, что охота является опасностью среднего уровня, тогда как потеря естественного ареала в Европе является наибольшей опасностью. Исследование отметило охоту как особенно тревожный фактор.
Охотничья федерация и Охотники святого Губерта подали петицию в Конституционный суд в попытке остановить референдум, заявляя, что он нарушает обязательства перед ЕС. Однако 9 января 2015 года суд отклонил петицию. В действительности в 2009 году Европейский суд решил, что весенняя охота на Мальте нарушает европейские обязательства Мальты перед ЕС, но следующее правительство провело законодательно разрешение на продолжение весенней охоты. К отстрелу разрешены только два вида: горлица и перепёлка, квота на отстрел установлена в 11 тыс. и 5 тыс. птиц соответственно. Кроме этого, квота устанавливается каждый год в зависимости от результатов охоты предыдущей осенью.
Когда 27 апреля 2015 года охотник незаконно подстрелил пустельгу, лейбористский премьер-министр Джозеф Мускат немедленно закрыл сезон охоты.